# Alessandro Crivelli
Alessandro Crivelli (Milano, 1514 – Roma, 22 dicembre 1574) è stato un cardinale e vescovo cattolico italiano.

## Biografia
Nacque nel 1514 da Antonio Crivelli, conte di Lomello, e Costanza Landriani. Era discendente di Urbano III.
Papa Pio IV lo creò cardinale nel concistoro del 12 marzo 1565.
Morì il 22 dicembre 1574.
Nel suo testamento del 1573, lasciò l'obbligo di costituire un collegio di giovani poveri, sotto il governo della Confraternita del Santissimo Salvatore ad Sancta Sanctorum. 

## Successione apostolica
La successione apostolica è:
- Vescovo Pietro Giacomo Malumbra (1568)